# Aethiothemis solitaria
Aethiothemis solitaria е вид водно конче от семейство Libellulidae. Видът е незастрашен от изчезване.

## Разпространение
Разпространен е в Ангола, Ботсвана, Гвинея, Гвинея-Бисау, Демократична република Конго, Замбия, Мали, Мозамбик, Намибия, Нигерия, Сенегал, Сиера Леоне, Танзания, Того и Уганда.